# Kościół Wniebowzięcia Najświętszej Maryi Panny w Andrzejewie
Kościół świętego Bartłomieja w Andrzejewie – rzymskokatolicki kościół parafialny należący do dekanatu Czyżew diecezji łomżyńskiej.

## Historia
Budowa obecnej murowanej świątyni na miejscu drewnianej rozpoczęła się w 1526 roku. Prace budowlane trwały do 1605 roku, kiedy to budowla została konsekrowana przez biskupa płockiego Wojciecha Baranowskiego. Do początku XX wieku kościół był rozbudowywany. W 1966 roku świątynia została odrestaurowana dzięki staraniom księdza proboszcza Bolesława Kozłowskiego. W latach 1992–1994 dzięki staraniom księdza proboszcza Józefa Mierzejewskiego budowla otrzymała nową murowaną wieżę na miejscu starszej drewnianej, wyremontowane zostało również jej wnętrze. Kościół reprezentuje styl gotyku nadwiślańskiego.

## Wyposażenie

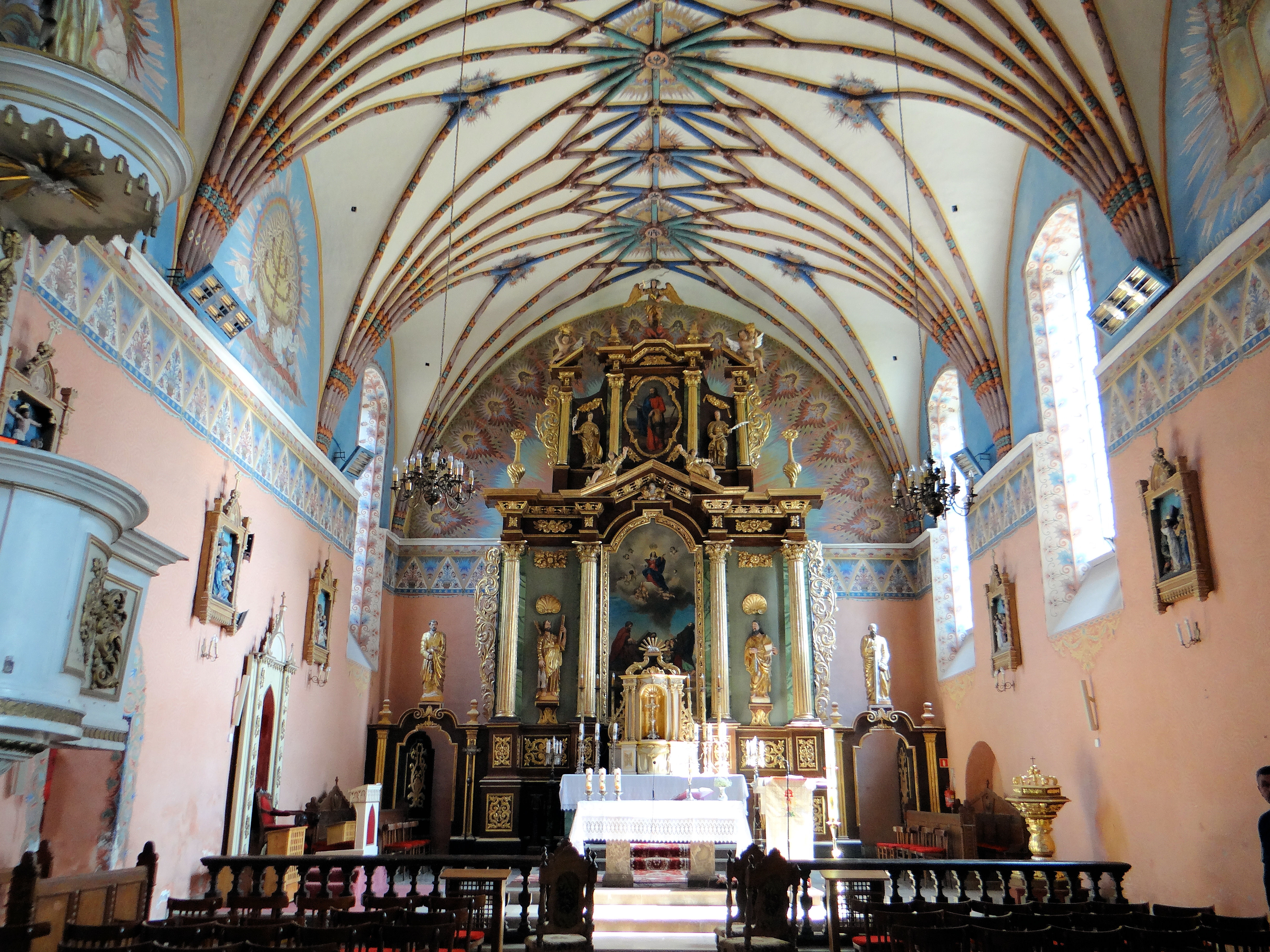
Wnętrze świątyni

Do wyposażenia świątyni należą: ołtarz główny wykonany w 1701 roku, cztery ołtarze boczne, pochodzące z 1819 roku, dwie stare kropielnice wykonane z granitu, kielich w stylu renesansowym z końca XVI stulecia i puszka z 1620 roku, chrzcielnica z XVIII stulecia, ambona, prospekt organowy (przerobiony w 1909 roku) i feretron – z 1810 roku, obrazy znajdujące się poza ołtarzami: św. Bartłomieja z około 1730 roku, czterech ewangelistów z połowy XIX stulecia, Matki Bożej Częstochowskiej z 1878 roku, epitafia: Szymona Jabłonowskiego oraz jego kolejnych trzech małżonek i syna z około 1648 roku i Stanisława Jabłonowskiego z 1671 roku, lampka wieczna z XVII stulecia, siedem starych ornatów, kapa z 1780 roku.